# Бела Іллеш
Бела Іллеш (угор. Illés Béla, *27 квітня 1968, Шарвар, Угорщина) — колишній угорський футболіст, півзахисник. Вважається одним з найкращих футболістів Угорщини 90-х років. Рекордсмен серед гвардійців Чемпіонату Угорщини — зіграв 529 матчів в угорській лізі.
Свій перший професійний контракт Іллеш підписав з клубом «Галадаш» в сезоні 1986-87 та зіграв свій дебютний матч в Угорській Лізі проти команди «Татабанья» 19 жовтня 1986 року.

## Національна збірна Угорщини з футболу
Бела Іллеш захищав кольори національної збірної Угорщини з 1991 по 2001 рр. Дебютував під керівництвом Роберта Глазера у відбірковій зустрічі до Чемпіонату Європи 1992 проти команди Норвегії 30 жовтня 1991 року в Сомбатхеї, угорська збірна зіграла в нічию 0-0, а Іллеш вийшов на заміну у другому таймі замість Петера Ліпчеї.

## Нагороди та досягнення
Командні
- «Галадаш»
  - Кубок Угорщини: фіналіст 1992–1993
- «Гонвед»
  - Національний чемпіонат (1): 1992–1993
- «МТК»
  - Національний чемпіонат (3): 1996–1997, 1998–1999, 2002–2003; віце-чемпіон 1999–2000
  - Кубок Угорщини (3): 1996—1997, 1997—1998, 1999—2000
  - Суперкубок Угорщини (1): 2003

Індивідуальні
- Найкращий бомбардир чемпіонату Угорщини: 1994; 1997; 1999
- Гравець року в Угорщині: 1994; 1997; 1998